# 로제 (가수)
로제(본명: 박채영, 영어: Roseanne Park 로젠 박[*] MBE, 1997년 2월 11일~)는 대한민국과 뉴질랜드의 가수, 댄서이자 걸그룹 BLACKPINK의 멤버이다. 1997년 뉴질랜드 오클랜드에서 태어났고 만 7살 때부터 오스트레일리아 빅토리아주 멜버른에서 자랐으며, 대한민국과 뉴질랜드의 복수국적을 가지고 있다.

## 생애
1997년 2월 11일 뉴질랜드 오클랜드에서 한국인 부부의 자녀로 태어났다. 출생 당시 한국 국적이던 부모처럼 대한민국 국적도 있고, 네 살 터울의 언니가 한 명 있다. 2004년 일곱 살 때 로제와 가족은 오스트레일리아 빅토리아주 멜버른으로 이주하고, 멜버른의 사립학교인 빅토리아 캔터베리 여학교에 다녔다. 어렸을 때부터 노래를 시작해서 기타와 피아노 연주를 배우고 교회 합창단에서 공연을 하기도 했었다.
원래 가수보다는 기타를 치며 노래를 부르는 영상을 업로드하는 유튜버가 되는 것이 꿈이었다고 한다. 2012년 15살이 되었을 때 아버지의 제안에 따라 그 해 5월 호주 시드니에서 열린 YG 엔터테인먼트의 오디션에 참가해 700명의 참가자 중 1위를 차지했다. YG 엔터테인먼트의 연습생이 되고 두 달 뒤에 호주 멜버른에서 서울로 이사했다.

### 데뷔 전 활동
YG 연습생으로 들어온 지 얼마 되지 않아 2012년 9월 15일에 발매한 지드래곤 미니앨범 One of a Kind의 수록곡 ‘결국’의 피처링으로 참여했으나, 당시 앨범 표지에는 ‘Feat.of YG New Girl Group’이라는 소개만 공개됐을 뿐, 주인공이 로제란 사실은 밝혀지지 않았다. 블랙핑크 데뷔를 두 달 앞둔 2016년 6월 YG 엔터테인먼트는 로제의 티저 이미지를 공개했다. 나머지 3명의 멤버 제니, 리사, 지수와는 달리 공식적으로 언론에 공개된 적 없는 새로운 얼굴이어서 대중들의 궁금증을 불러일으켰다.

### 데뷔 후 활동
로제는 2016년 8월 지난 수 년간 같이 연습생 생활을 했던 지수, 제니, 리사와 함께 그룹 블랙핑크로 가요계에 데뷔하였다. 8월 8일 오후 3시 강남구 도산대로 모스 스튜디오에서 데뷔 기념 쇼케이스를 열고 싱글 앨범 SQUARE ONE과 타이틀곡 '붐바야'와 '휘파람'의 뮤직비디오를 공개했다. 데뷔 음원을 공개한 지 네 시간 만에 신곡 '휘파람'이 대한민국 내 전 음원 순위에서 1위를 차지했고, 8월 14일 SBS 인기가요를 통하여 방송에 데뷔했다. 블랙핑크는 타이틀 곡 휘파람으로 8월 21일 SBS 인기가요에서 데뷔 2주 만에 1위를 차지해 미쓰에이가 보유한 걸그룹 역대 데뷔 최단기간 1위 기록을 갈아 치웠다. 이후 '휘파람'은 2016년 8월 가온차트 디지털, 다운로드, 스트리밍, 모바일차트 정상에 오르며 4관왕의 쾌거를 누렸다. 그해 11월 1일, 블랙핑크는 두번째 싱글 앨범 SQUARE TWO의 발매와 함께 수록곡 '불장난'과 'STAY'의 뮤직비디오를 공개, 11월 6일 SBS 인기가요에서 '불장난', 'STAY'의 첫 무대를 선보였다. 타이틀곡 불장난은 11월 27일과 12월 4일 2주 연속 SBS 인기가요에서 1위를 차지했다. 로제는 연말 SBS 가요대전에서 10cm, 트와이스의 지효, EXO의 찬열과 함께 어쿠스틱 콜라보레이션 무대를 꾸몄다. 수준급의 기타실력과 독특하며 몽환적인 음색, 풍부한 성량, 그리고 가창력을 뽐내어 대중들로부터 크게 호평받았다.
로제는 2017년 3월 19일에서 3월 26일까지 MBC 복면가왕에 성대저글링 서커스걸이라는 이름으로 참가했다. 블랙핑크는 같은 해 6월 22일 싱글 앨범인 마지막처럼으로 복귀하였다. 앨범의 타이틀곡 '마지막처럼'은 SBS 인기가요에서 3주 연속 1위를 기록, 트리플 크라운을 달성했다.
2018년 6월 15일 블랙핑크는 첫 EP 앨범 SQUARE UP을 발표하였다. 타이틀 곡 '뚜두뚜두'의 뮤직비디오 유튜브 조회수는 공개 24시간 만에 가장 많은 조회수를 기록한 뮤직비디오 역대 2위에 올랐다. 그리고 '뚜두뚜두'로 7월 8일 SBS 인기가요에서 3주 연속 1위를 달성하며 트리플 크라운을 달성하였고 7월 14일 MBC 쇼! 음악중심에서 1위를 차지하며 음악방송 최종 11관왕을 달성하였다.
블랙핑크는 2019년 4월 5일에 두 번째 EP 앨범인 KILL THIS LOVE를 발표했다. 타이틀곡 ‘킬 디스 러브(KILL THIS LOVE)’ 뮤직비디오는 16일 오후 6시 50분에 유튜뷰에서 2억 뷰를 넘어섰다. 공개 11일 18시간 50분 만의 기록으로 케이팝 그룹 중 최단 시간에 2억 뷰를 돌파했다. 전 세계 모든 가수를 포함해서는 역대 네 번째 성적이다.
2020년 블랙핑크는 'How You Like That', 'Ice Cream', 'Lovesick Girls' 등의 곡이 포함된 첫 정규 앨범 THE ALBUM을 발매하였다.

### 솔로
2021년 3월 12일 첫 싱글 앨범인 R을 발매했다. 타이틀 곡 <On The Ground>와 블랙핑크 온라인 콘서트 The show에서 선공개된 〈Gone〉이 수록곡을 발매했다.
2024년 12월 6일 두 번째 싱글 앨범인 rosie가 발표되었으며, 그에 앞서 10월 18일 브루노 마스와 협업한 《아파트》가 공개되었다.

## 음반 목록

### 피처링
- 지드래곤 - "결국" (2012)

### 솔로
- R - "On The Ground" title (2021)
- rosie - "APT." (2024년 10월)
- rosie - "number one girl" (2024년 11월)
- rosie (2024년 12월)

## 출연 작품

### 텔레비전 프로그램
- 2017년 MBC《미스터리 음악쇼 복면가왕》 성대저글링 서커스걸 (참가자)
- 2017년 MBC《라디오스타》
- 2017년 SBS《판타스틱 듀오》
- 2017년 SBS《박진영의 파티피플》
- 2019년 tvN《놀라운 토요일-도레미 마켓》(게스트)
- 2020년 SBS 《런닝맨》
- 2021년 SBS《미운 우리 새끼》
- 2021년 JTBC《아는 형님》(with:혜리)
- 2021년 JTBC《바라던 바다》

### 웹예능
- 2024년 유튜브 《집대성》

## 수상 목록
- 2021년 제23회 엠넷 아시안 뮤직 어워드 베스트 댄스 퍼포먼스 솔로
- 2024년 대한민국 퍼스트브랜드 대상 베트남 부문 여자솔로가수상
- 2024년 엠넷 아시안 뮤직 어워즈 글로벌 센세이션상
- 2024년 아시아 아티스트 어워즈 대상 올해의 노래상
- 2025년 한터뮤직어워즈 글로벌 아티스트 인 남아메리카
- 2025년 제34회 서울가요대상 본상
- 2025년 제34회 서울가요대상 월드 베스트 아티스트상

### 가요 프로그램 1위
| 연도            | 수상 내역 (총 15회) |
| --------------- | --- |
| 2021년 (총 6회) | - On The Ground (총 6회) - 3월 24일 MBC M 《쇼 챔피언》 챔피언 송 - 3월 25일 M.net 《엠카운트다운》 1위 - 3월 26일 KBS2 《뮤직뱅크》 K-Chart 1위 - 3월 27일 MBC 《쇼 음악중심》 1위 - 3월 28일 SBS 《인기가요》 1위 - 4월 8일 M.net 《엠카운트다운》 1위 (통산 2주) |
| 2024년 (총 8회) | - APT. (with Bruno Mars) (총 8회) - 10월 24일 M.net 《엠카운트다운》 1위 - 10월 27일 SBS 《인기가요》 1위 - 10월 31일 M.net 《엠카운트다운》1위 (2주 연속) - 11월 2일 MBC 《쇼 음악중심》 1위 - 11월 3일 SBS 《인기가요》 1위 (2주 연속) - 11월 9일 MBC 《쇼 음악중심》 1위 (2주 연속) - 11월 10일 SBS 《인기가요》 1위 (트리플 크라운) - 11월 16일 MBC 《쇼 음악중심》 1위 (트리플 크라운) |
| 2025년 (총 1회) | - APT. (with Bruno Mars) (총 1회) - 1월 3일 KBS2 《뮤직뱅크》 K-Chart 1위 |

### 수훈
- 대영제국 훈장 구성원(2023년 11월 22일)

### 참조주
1. ↑  NZ코리아포스트. “뉴질랜드 시민권 (III)”. 2018년 7월 8일에 확인함.
2. ↑  세계일보. “복수국적 허용 개정안”. 2018년 9월 6일에 확인함.
3. ↑  “블랙핑크 "걸그룹은 여름에 핫해…소녀다운 상큼발랄함 추가요"”. 연합뉴스. 2017년 6월 22일.
4. ↑  “블랙핑크(BlackPink) 로제, 할시(Halsey)와 '절친 케미' 눈길...국적은 어디?”. topstarnews. 2019년 12월 11일.
5. ↑  “[스브스타] '블랙핑크' 로제와 똑 닮은 친언니…미모에 지성까지!”. SBSNEWS. 2017년 8월 22일.
6. ↑  “'컬투쇼' 블랙핑크 로제 "뉴질랜드 국적, 한국 온 지 4년"”. TV리포트. 2017년 7월 6일. 2020년 6월 10일에 원본 문서에서 보존된 문서. 2020년 6월 10일에 확인함.
7. ↑  “블랙핑크 로제, 연습생 시절 사진부터 '뉴질랜드' 국적까지 재조명”. 아시아경제. 2017년 8월 7일.
8. ↑  “블랙핑크 로제 "원래 꿈 유투버, 영상 올리려 기타 배웠다"[화보]”. 해럴드POP. 2017년 7월 6일.
9. ↑  “블랙핑크, 첫 호주 콘서트...유년시절이 떠오른 로제는 감격”. 10ASIA. 2019년 9월 16일.
10. ↑  “YG 새 걸그룹 블랙핑크, 제니·리사·지수·로제 과거 경력은?”. 동아일보. 2016년 6월 29일.
11. ↑  “YG 새 걸그룹 4번째 멤버 로제 공개…강렬한 느낌의 해외파”. 동아일보. 2016년 6월 22일.
12. ↑  “블랙핑크 데뷔, 떨리는 목소리로 대중에게 첫 인사 "많이 사랑해주세요"”. MoneyS. 2016년 8월 8일.
13. ↑  “블랙핑크, ‘인기가요’ 1위…걸그룹 최단 기록”. 이데일리. 2016년 8월 21일.
14. ↑  “블랙핑크, 주간 이어 월간차트까지 접수 ‘압도적 음원파워’”. 뉴스엔미디어. 2016년 9월 8일.
15. ↑  “블랙핑크, 신곡 '불장난'·'STAY' 음원차트 석권”. 이데일리. 2016년 11월 1일.
16. ↑  “[SBS 가요대전] 찬열X지효X로제, 10cm와 어쿠스틱 콜라보 '신선'”. 마이데일리. 2016년 12월 26일.
17. ↑  “[스타와치]‘복면가왕’ 블랙핑크 로제, 음색깡패 별명 제대로 입증했다”. 뉴스엔미디어. 2017년 3월 27일.
18. ↑  “［인터뷰］‘마지막처럼’ 블랙핑크, 상큼 발랄 걸크러쉬로 돌아온 소녀들"”. BreakNews. 2017년 6월 26일.
19. ↑  “블랙핑크 '마지막처럼', 썸머 리믹스로 재탄생”. 노컷뉴스. 2017년 7월 22일.
20. ↑  “블랙핑크, ‘인기가요’ 3주 연속 1위…‘뚜두뚜두’ 9관왕 달성”. 메일경제. 2018년 7월 8일.
21. ↑  “'음악중심' 블랙핑크, 11관왕 만든 '뚜두뚜두' "팬들에게 고마워"”. 스포츠한국. 2018년 7월 14일.
22. ↑  “블랙핑크, 새 EP 앨범 ‘킬 디스 러브(KILL THIS LOVE)’ 전곡 트랙리스트 공개”. BreakNews. 2019년 4월 1일.
23. ↑  “블랙핑크 '킬디스러브' 2억뷰↑···K팝그룹 최단기록”. 뉴시스. 2019년 4월 17일.
24. ↑  “블랙핑크 ‘킬 디스 러브’, MV 2억뷰 돌파…K-팝 그룹 최단 기록”. 문화일보. 2019년 4월 17일.